# خانه حمید ابوقداره و محمد عدلو
خانه حمید ابوقداره و محمد عدلو مربوط به دوره قاجار است و در شیراز، خیابان احمدی شمالی، کوچه کدخدا واقع شده و این اثر در تاریخ ۱۰ خرداد ۱۳۸۲ با شمارهٔ ثبت ۸۶۴۳ به‌عنوان یکی از آثار ملی ایران به ثبت رسیده است.